# Diocesi di Afogados da Ingazeira
La diocesi di Afogados da Ingazeira (in latino Dioecesis Afogadensis de Ingazeira) è una sede della Chiesa cattolica in Brasile suffraganea dell'arcidiocesi di Olinda e Recife. Nel 2022 contava 379.000 battezzati su 405.000 abitanti. È retta dal vescovo Limacêdo Antonio da Silva.

## Territorio
La diocesi comprende 19 comuni dello stato brasiliano di Pernambuco: Afogados da Ingazeira, Brejinho, Calumbi, Carnaíba, Flores, Iguaracy, Ingazeira, Itapetim, Mirandiba, Quixaba, Santa Cruz da Baixa Verde, Santa Terezinha, São José do Belmonte, São José do Egito, Serra Talhada, Solidão, Tabira, Triunfo e Tuparetama.
Sede vescovile è la città di Afogados da Ingazeira, dove si trova la cattedrale del Buon Gesù dei Rimedi (Catedral Senhor Bom Jesus dos Remédios).
Il territorio si estende su 10.956 km² ed è suddiviso in 24 parrocchie.

## Storia
La diocesi è stata eretta il 2 luglio 1956 con la bolla Qui volente Deo di papa Pio XII, ricavandone il territorio dalla diocesi di Pesqueira.
Il 9 agosto 1957, con la lettera apostolica Quae Apostolicae, lo stesso papa Pio XII ha proclamato Santa Maria Maddalena patrona principale della diocesi.

## Cronotassi dei vescovi
Si omettono i periodi di sede vacante non superiori ai 2 anni o non storicamente accertati.
- João José da Mota e Albuquerque † (4 gennaio 1957 - 28 febbraio 1961 nominato vescovo di Sobral)
- Francisco Austregésilo de Mesquita Filho † (25 maggio 1961 - 13 giugno 2001 ritirato)
- Luis Gonzaga Silva Pepeu, O.F.M.Cap. (13 giugno 2001 - 11 giugno 2008 nominato arcivescovo di Vitória da Conquista)
- Egidio Bisol (7 ottobre 2009 - 25 ottobre 2023 ritirato)
- Limacêdo Antonio da Silva, dal 25 ottobre 2023

## Statistiche
La diocesi nel 2022 su una popolazione di 405.000 persone contava 379.000 battezzati, corrispondenti al 93,6% del totale.
| anno | popolazione | popolazione | popolazione | presbiteri | presbiteri | presbiteri | presbiteri                | diaconi | religiosi | religiosi | parrocchie |
| anno | battezzati  | totale      | %           | numero     | secolari   | regolari   | battezzati per presbitero | diaconi | uomini    | donne     | parrocchie |
| ---- | ----------- | ----------- | ----------- | ---------- | ---------- | ---------- | ------------------------- | ------- | --------- | --------- | ---------- |
| 1957 | ?           | 320.000     | ?           | 22         | 22         |            | ?                         |         |           |           | 9          |
| 1966 | 280.000     | 280.000     | 100,0       | 10         | 10         |            | 28.000                    |         | 4         | 48        | 9          |
| 1970 | 252.000     | 280.000     | 90,0        | 18         | 13         | 5          | 14.000                    |         | 5         | 36        | 12         |
| 1976 | 277.200     | 280.000     | 99,0        | 12         | 8          | 4          | 23.100                    |         | 5         | 38        | 12         |
| 1980 | 300.900     | 304.000     | 99,0        | 14         | 11         | 3          | 21.492                    |         | 5         | 32        | 12         |
| 1990 | 356.000     | 363.000     | 98,1        | 16         | 14         | 2          | 22.250                    |         | 4         | 31        | 13         |
| 1999 | 379.000     | 391.000     | 96,9        | 21         | 19         | 2          | 18.047                    | 4       | 2         | 31        | 17         |
| 2000 | 385.000     | 397.000     | 97,0        | 22         | 20         | 2          | 17.500                    | 4       | 2         | 39        | 18         |
| 2001 | 332.612     | 338.648     | 98,2        | 23         | 21         | 2          | 14.461                    | 4       | 2         | 29        | 20         |
| 2002 | 385.000     | 397.000     | 97,0        | 24         | 22         | 2          | 16.041                    | 6       | 2         | 29        | 20         |
| 2003 | 308.365     | 342.666     | 90,0        | 24         | 22         | 2          | 12.848                    | 7       | 2         | 30        | 20         |
| 2004 | 318.059     | 342.207     | 92,9        | 25         | 21         | 4          | 12.722                    | 8       | 4         | 39        | 20         |
| 2006 | 323.000     | 348.000     | 92,8        | 27         | 25         | 2          | 11.962                    | 8       | 3         | 29        | 20         |
| 2012 | 349.000     | 374.000     | 93,3        | 29         | 28         | 1          | 12.034                    | 8       | 2         | 26        | 24         |
| 2015 | 358.000     | 383.000     | 93,5        | 38         | 36         | 2          | 9.421                     | 6       | 3         | 23        | 24         |
| 2018 | 367.930     | 393.320     | 93,5        | 38         | 36         | 2          | 9.682                     | 11      | 3         | 26        | 24         |
| 2020 | 373.700     | 399.475     | 93,5        | 38         | 37         | 1          | 9.834                     | 10      | 2         | 26        | 24         |
| 2022 | 379.000     | 405.000     | 93,6        | 38         | 36         | 2          | 9.973                     | 9       | 3         | 26        | 24         |